# Кумса-2
Ку́мса-2 — посёлок в составе Чёбинского сельского поселения Медвежьегорского района Республики Карелия.

## Общие сведения
Расположен на южном берегу озера Кумчозеро, на автодороге к западу от Медвежьегорска.
В годы Советско-финской войны (1941—1944) в посёлке был расположен финский концентрационный лагерь №71 для советских военнопленных. Концлагерь насчитывал около 1000 военнопленных.
Сохраняется братская могила советских воинов, погибших в годы Советско-финской войны (1941—1944).

## Население
| 2002 | 2009 | 2010 | 2013 |
| ---- | ---- | ---- | ---- |
| 176  | ↘80  | ↗99  | ↘83  |

## Улицы
- ул. Дорожная
- ул. Клюева
- ул. Лесная
- ул. Советская
- пер. Торговый
- ул. Центральная
- ул. Школьная